# Gau Essen

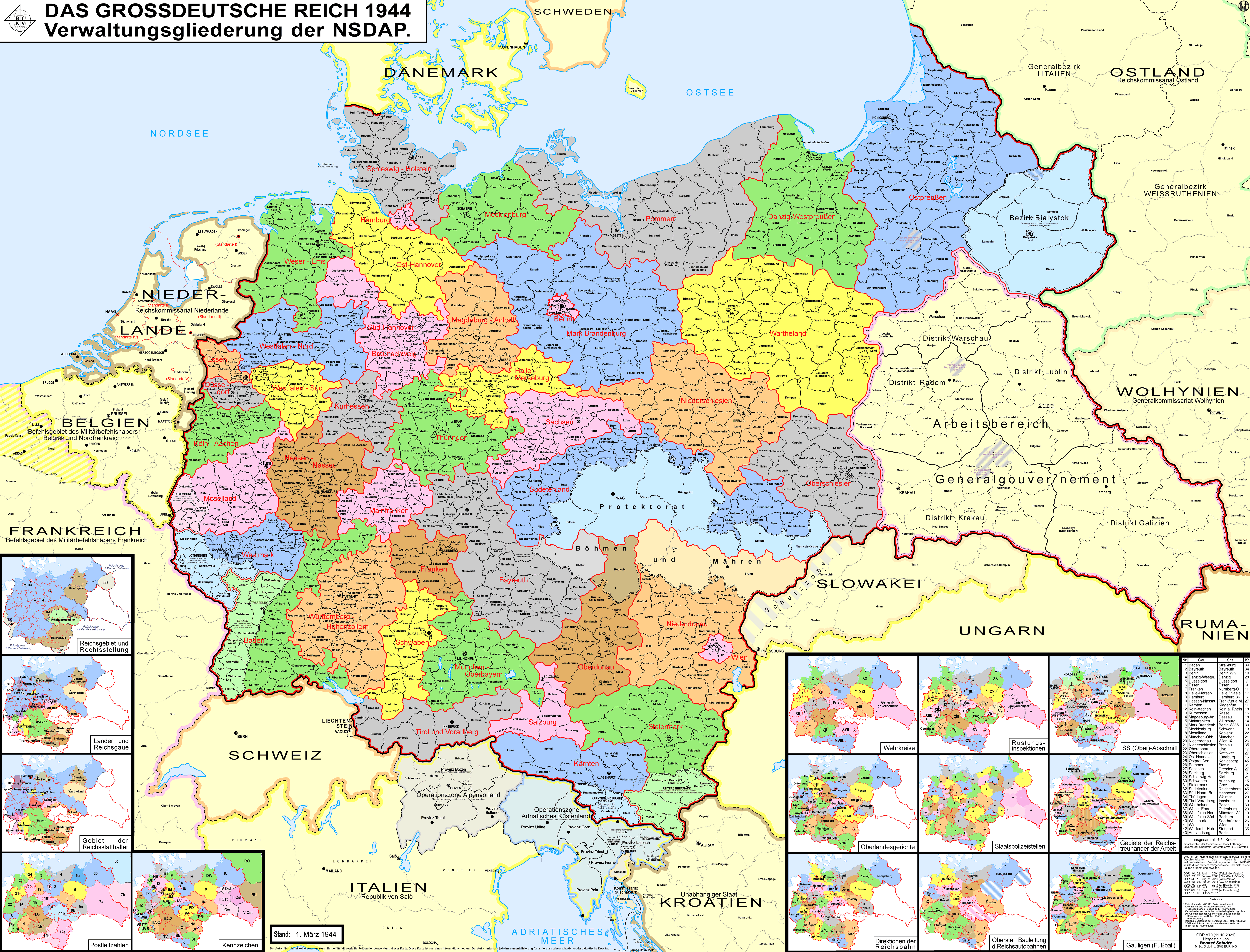
Parteigaue des Deutschen Reiches 1944

Der Gau Essen war eine Verwaltungseinheit der Nationalsozialistischen Deutschen Arbeiterpartei (NSDAP).

## Geschichte und Struktur
Der Gau bestand vom 1. Oktober 1928 (noch als der Reichsleitung direkt unterstellter Bezirk) bzw. 1. August 1930 (als Gau) bis 1945. Der Gau mit der Gauhauptstadt Essen hatte etwa 1,9 Millionen Einwohner. Die Gauleitung saß im Thomaehaus in der Friedrichstraße 1. Es war das Glückaufhaus, das die Nationalsozialisten nach Gottfried Thomae, einem 1928 durch Zusammenstöße mit Kommunisten getöteten Nationalsozialisten, umbenannten. Sowohl das Ruhrgebiet, wo bis 1933 die Arbeiterbewegung stark gewesen war, als auch der ländliche Niederrhein mit katholischer Orientierung waren für die NSDAP schwierige Regionen.
Der Gau Essen wurde 1928 aus dem bisherigen Groß-Gau Ruhr-Elberfeld herausgelöst und der bisherige Essener Bezirksleiter Terboven von Adolf Hitler zum Gauleiter ernannt. Zum 1. Juli 1932 wurden die Kreise Kleve, Geldern und Moers vom Gau Düsseldorf aus dem Gau Essen zugeordnet, um der Struktur der Reichstagswahlkreise zu entsprechen. Diese gehörten zum Wahlkreis Düsseldorf-West mit der Nummer 23, zu dem der Niederrhein und fast das ganze westliche Ruhrgebiet gehörten. Der Regierungsbezirk Düsseldorf war in zwei Wahlkreise aufgeteilt.
- Gauleiter war durchgehend Josef Terboven (1928–1945). Von 1940 bis 1945 hatte er zugleich das Amt des Reichskommissars für Norwegen inne. Seine Stellvertreter waren 
  - Fritz Schleßmann (1928 bis 31. Dezember 1930),
  - Propagandaleiter Hans Weidemann (1932 bis März 1933),
  - Heinrich Unger (1933? bis 10. Februar 1939),
  - Fritz Schleßmann (November 1939 bis 1945).

Schleßmann vertrat Terboven, als dieser sich in Norwegen aufhielt. Mit der Machtergreifung 1933 wurde Hermann von Lüninck zum Oberpräsidenten der preußischen Provinz Rheinland ernannt. Terboven ersetzte ihn am 5. Februar 1935 und wurde damit zum Vorgesetzten des Regierungspräsidenten in Düsseldorf. Damit verschmolzen zusehends die Ebenen von Staat und Partei im Gau.
Gauwirtschaftsberater waren der Essener Fabrikant Paul Wilhelm Georg Hoffmann, der Gauobmann der Deutschen Arbeitsfront Fritz Johlitz und der Moerser Landrat und NSV-Gauamtsleiter Ernst Bollmann. Adjutant des Gauleiters und Gauinspekteur war Heinrich Niem. Otto Wagener baute seit 1929 die Parteizeitung Nationalzeitung auf. Im Reichstag saß unter anderem der Klever Landrat Friedrich Neven. Eine Gauführerschule bestand seit 1934 in Mülheim-Menden.

## Kreise
- Kleve
- Rees
- Dinslaken
- Geldern
- Oberhausen
- Moers
- Duisburg
- Mülheim an der Ruhr